# Regione di Tonkpi
La regione di Tonkpi è una delle 31 regioni della Costa d'Avorio. Situata nel distretto di Montagnes, ha per capoluogo la città di Man ed è suddivisa  in cinque dipartimenti: Biankouma, Danané, Man, Sipilou e Zouan-Hounien.
La popolazione censita nel 2014 era pari a 992.564 abitanti.